# Sévère d'Achmounein
Sévère d'Achmounein, en arabe Sawīres ibn al-Muqaffa’, est un évêque et écrivain égyptien appartenant à l'église copte orthodoxe, ayant vécu au Xe siècle (mort après 987).

## Biographie
D'abord fonctionnaire (kātib), et portant le nom d'Abou l-Bichr, il se fit moine, adoptant en religion le nom de Sévère, puis fut consacré évêque d'El-Achmounein (l'antique Hermopolis Magna) par le patriarche copte Théophane (953-956). Après la conquête de l'Égypte par les Fatimides (969), il se rendit célèbre en défendant la cause des chrétiens à la cour du calife al-Muizz: en 975, accompagné du patriarche Éphrem Ier, il y affronta dans un débat Mūsā ibn El'āzār (Moïse ben Éléazar), médecin juif du calife. Il est mentionné comme encore en vie dans une lettre datée de 987, envoyée par le patriarche copte Philothée à son collègue le patriarche jacobite Athanase V. 

## Travaux
Il fut le premier écrivain de l'Église copte à utiliser l'arabe, la langue copte étant de moins en moins comprise à son époque. Ayant été fonctionnaire, il devait maîtriser particulièrement bien l'arabe. 

Plus de vingt ouvrages dans cette langue lui sont attribués, mais ils sont en grande majorité inédits. Ainsi, ont été publiés: 
- une longue présentation de la doctrine de l'Église copte en douze traités intitulée (par l'éditeur moderne) Kitāb ad-durr ath-thamīn fī īḏāḥ ad-dīn, aussi connu comme le Livre de l'exposition [de la religion]);
- un florilège théologique appelé Kitāb ad-durr ath-thamīn fī īḏāḥ al-i'tiqād fī d-dīn (dans les deux cas, le Livre de la perle précieuse;
- une réfutation du patriarche melkite Eutychius d'Alexandrie intitulée le Livre des conciles;
- un commentaire du Credo connu sous le nom d'Histoire des conciles;
- un traité de théologie copte appelé Kitāb Miṣbāḥ al-'Aql (la Lampe de l'intellect);
- enfin un texte intitulé Ṭibb al-ghamm wa shifā' al-ḥuzn (Remède à l'affliction ou guérison du chagrin).Cet ouvrage est inspiré d'un traité d'Al-Kindi intitulé Art de dissiper les chagrins (Risālah fī l-ḥīlah li daf' al-aḥzān). Il est composé de quatre chapitres: 
  - le premier consacré à la connaissance par les sens,
  - le second aux doctrines des philosophes,
  - le troisième à la méditation sur l'au-delà,
  - le quatrième à des personnages de l'Ancien et du Nouveau Testament.

Mais la célébrité de Sévère d'Achmounein a surtout tenu au fait qu'il a été considéré comme le premier compilateur de l'Histoire des patriarches coptes d'Alexandrie (Ta'rikh Batarikat al-Kanisah al-Misriyah). Il est présenté ainsi dans la préface du recueil, et serait responsable de la partie allant des origines à la mort du patriarche Chenouda Ier (880). Cependant, des historiens modernes ont contesté l'idée qu'il ait joué un rôle dans la composition de cet ouvrage.

## Œuvres
- Sawīres ibn al-Muqaffa’, Kitāb ad-durr ath-thamīn fī īḏāḥ ad-dīn (Livre de la perle précieuse sur l'exposition de la religion), éd. M. Wahab, Le Caire, 1947.
- Sévère Ibn al-Moqaffa’, Réfutation de Sa'îd Ibn Batriq (Eutychius). Le Livre des conciles, éd. P. Chébli, arabe et latin, PO 12 (t. 3, fasc. 2), Firmin-Didot, Paris, 1909 ; réimpr. Brepols, Turnout, 1983.